# Sermentot
Sermentot est une ancienne commune française du département du Calvados en région Normandie.
Commune associée d'Anctoville en 1973, elle est depuis le 1er janvier 2017 commune déléguée d'Aurseulles et est peuplée de 301 habitants.

## Histoire
La commune est associée à Anctoville, tout comme celles de Feuguerolles-sur-Seulles et Orbois, par l'arrêté du 30 décembre 1972.
Depuis le 1er janvier 2017, ces trois communes ont le statut de commune déléguée de la nouvelle commune Aurseulles, née de la fusion des quatre communes Anctoville, Longraye, Saint-Germain-d'Ectot et Torteval-Quesnay,.

## Politique et administration

### Liste des maires jusqu'au31 décembre 1972
| Période | Période | Identité | Étiquette | Qualité |
| ------- | ------- | -------- | --------- | ------- |
|         |         |          |           |         |

### Liste des maires depuis le1erjanvier 1973
| Période | Période | Identité | Étiquette | Qualité |
| ------- | ------- | -------- | --------- | ------- |
|         |         |          |           |         |

## Démographie
En 2020, la commune déléguée comptait 301 habitants.
| 1793 | 1800 | 1806 | 1821 | 1831 | 1836 | 1841 | 1846 | 1851 |
| ---- | ---- | ---- | ---- | ---- | ---- | ---- | ---- | ---- |
| 225  | 167  | 247  | 284  | 887  | 903  | 298  | 310  | 311  |

| 1856 | 1861 | 1866 | 1872 | 1876 | 1881 | 1886 | 1891 | 1896 |
| ---- | ---- | ---- | ---- | ---- | ---- | ---- | ---- | ---- |
| 293  | 275  | 260  | 272  | 263  | 248  | 256  | 246  | 246  |

| 1901 | 1906 | 1911 | 1921 | 1926 | 1931 | 1936 | 1946 | 1954 |
| ---- | ---- | ---- | ---- | ---- | ---- | ---- | ---- | ---- |
| 206  | 200  | 187  | 174  | 188  | 184  | 157  | 148  | 171  |

| 1962 | 1968 | 1975 | 1982 | 1990 | 1999 | 2008 | 2013 | 2019 |
| ---- | ---- | ---- | ---- | ---- | ---- | ---- | ---- | ---- |
| 204  | 182  | -    | -    | -    | -    | 319  | 306  | 343  |

| 2021 | - | - | - | - | - | - | - | - |
| ---- | - | - | - | - | - | - | - | - |
| 301  | - | - | - | - | - | - | - | - |

## Lieux et monuments
- Église Saint-Aubin : Selon Arcisse de Caumont, dans son tome 3 (1857) de la Statistique monumentale du Calvados, page 295, « L'église de Sermentot appartient à plusieurs époques. La nef est de construction romane avec appareil en arête de poisson ; les fenêtres ont été refaites.

Le chœur appartient au style ogival primitif : on y voit un entablement garni de dents de scie et une porte en ogive ornée de moulures analogues : les fenêtres qu'on a refaites au midi, paraissent du XVIe siècle.
Une tour très peu ancienne (probablement du XVIIe siècle) et terminée en bâtière s'élève à l'ouest de la nef et sert de vestibule à la porte principale.
L'église est sous l'invocation de saint Aubin. Le seigneur nommait à la cure ; le curé percevait toutes les dîmes. »
À la fin du XIXe siècle, l'église, décrite par Arcisse de Caumont, menaçait ruine. Elle a été reconstruite chœur et nef. La bénédiction du chœur eu lieu le 2 février 1894. La réception de la nef refaite est annoncée au conseil municipal en date du 16 octobre 1898. Le clocher a simplement été restauré en 1903.
En octobre 1951, les travaux de maçonnerie de reconstruction du clocher, détruit par les combats de l'été 1944, sont terminés. Il reste encore à poser la toiture. En février 1953, les travaux de réparation des dommages de l'église ont été approuvés par le conseil municipal : réfection des voûtes, plâtrerie et carrelage. En mars 1956, l'électrification des cloches et de l'horloge était votée par le conseil municipal.
Un calice (XIXe siècle), en argent, est inscrit au titre d'objet (1981).

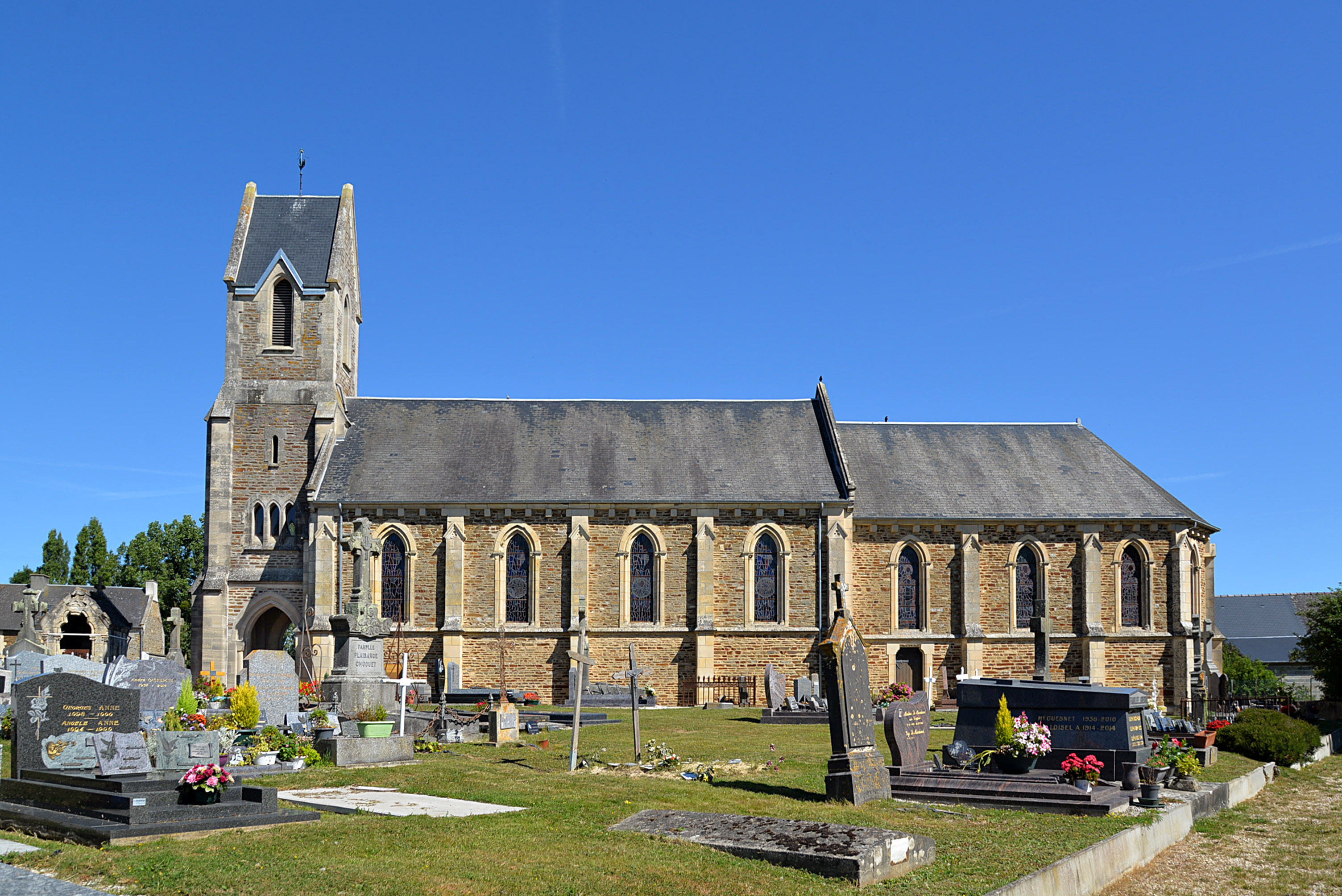
L'église Saint-Aubin. Vue sud.
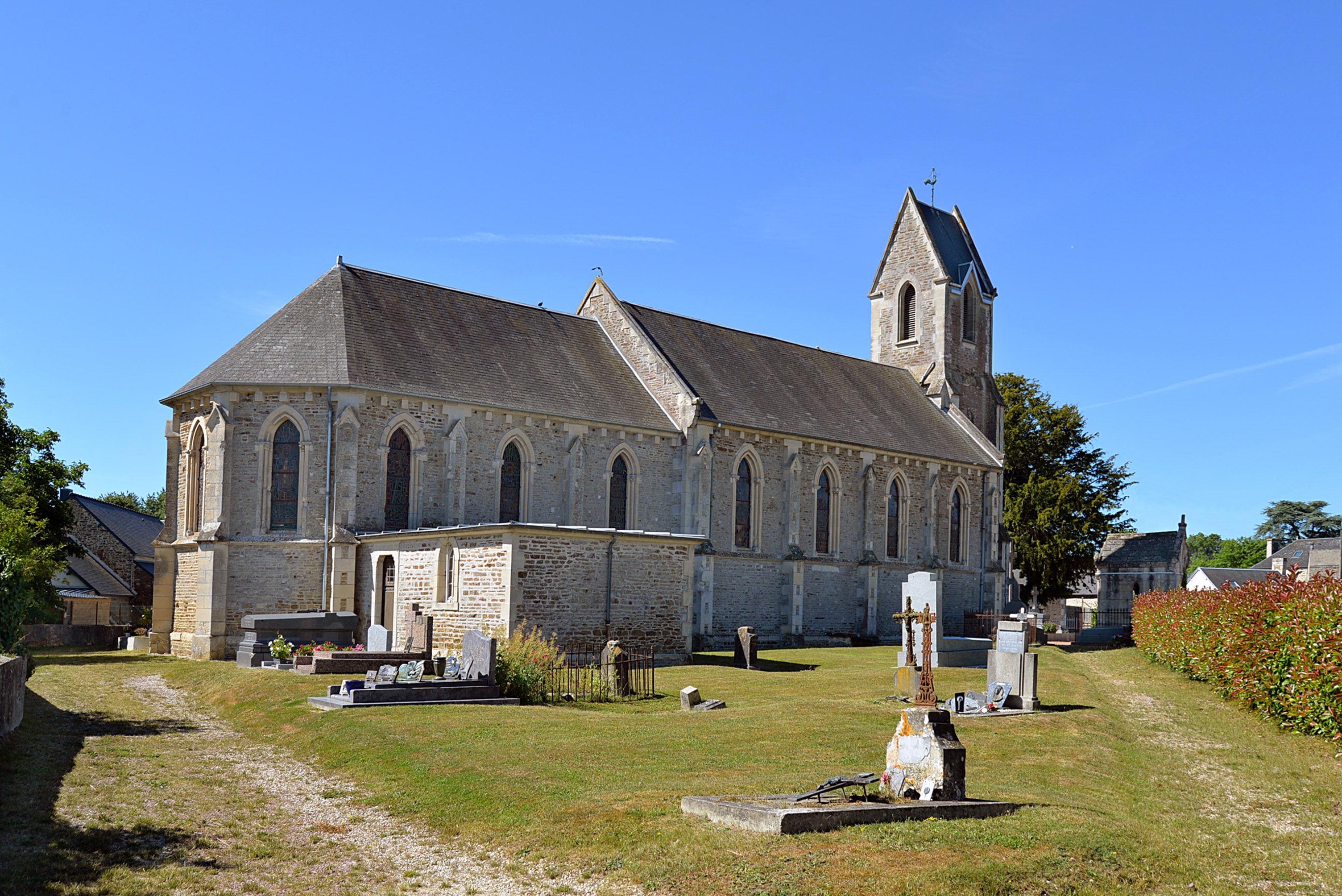
L'église Saint-Aubin. Vue nord-est.
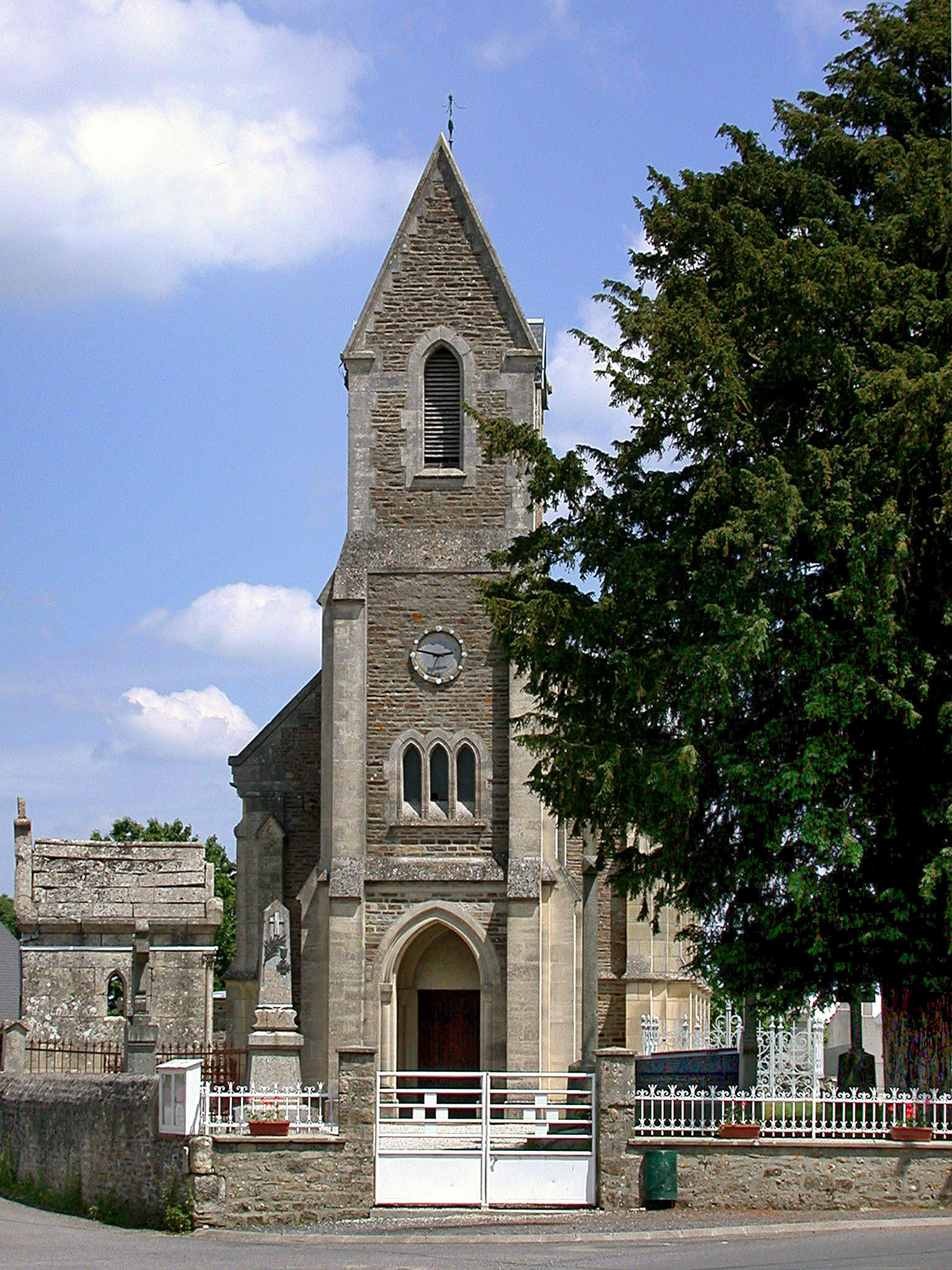
L'église Saint-Aubin. Vue ouest.
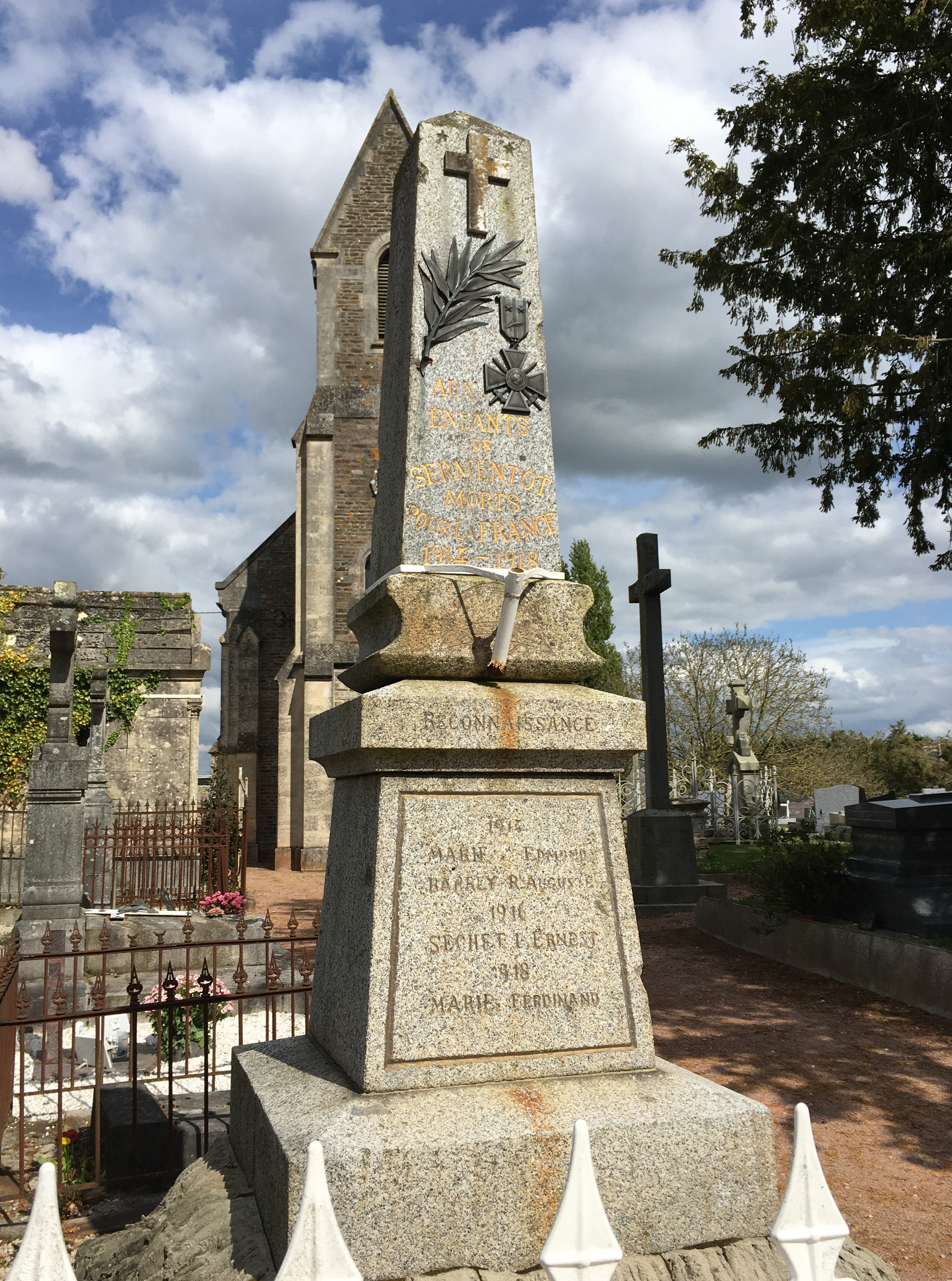
Le monument aux morts.